# Tony Tucker
Tony Tucker est un boxeur américain né le 27 décembre 1958 à Grand Rapids, Michigan.

## Carrière

### Carrière amateur
Fils de l'ancien boxeur amateur Bob Tucker, Tony Tucker est entraîné par ce dernier en amateur. Il y combat en catégorie mi-lourds. Après un échec en demi-finale en avril 1978 lors du championnat national amateur des Etats-Unis, il remporte l'édition suivante, tenue en mai 1979. En juillet 1979, il remporte les jeux panaméricains en battant en finale le portoricain Dennis Jackson. Enfin, en octobre 1979, il remporte la première édition de la coupe du monde de boxe. Il ne peut participer aux Jeux olympiques d'été de 1980 comme projeté, en raison du boycott des jeux par les États-Unis. Il passe professionnel peu après, avec un palmarès amateur de 115 victoires et 6 défaites.

### Débuts professionnels
Il combat la première fois en professionnel le 1er novembre 1980, dans la catégorie poids lourds. Il enchaine les victoires, battant ses 13 premiers adversaires avant la limite. Néanmoins, lors de son 17e combat contre Danny Sutton, le 12 août 1982, un choc lui cause une blessure au genou, il ne peut continuer. La victoire est d'abord attribuée Sutton avant d'être changée en sans décision. Tucker demeure invaincu mais sa blessure l'empêche de combattre pendant plus d'un an. 
Il fait son retour le 7 novembre 1983 par une victoire par KO. Après une série de 7 victoires par KO, il connait son premier vrai test contre Eddie Lopez, le 16 juin 1984. Il met KO son adversaire au 9e round. Le 22 septembre de la même année, il remporte une victoire par décision unanime contre l'ancien challenger mondial Jimmy Young. Le 2 novembre 1984, il retrouve Danny Sutton sur le ring, et remporte la victoire par décision unanime des juges. Après une nouvelle série de victoires, le 26 septembre 1986, il fait face à l'ancien champion nord-américain NABF James Broad, pour le titre IBF USBA. Il remporte le combat par décision unanime, avec une large avance sur les cartes des juges.

### Champion du monde IBF
Tony Tucker est désormais classé challenger no 1 par l'IBF, invaincu en 33 combats, dont 28 par knockout. Le champion du monde IBF Michael Spinks est alors censé l'affronter mais préfère laisser le titre vacant. Tucker fait donc face au boxeur classé no 2 par cette même fédération, James Buster Douglas pour le titre vacant de 
champion du monde poids lourds IBF le 30 mai 1987. Après 9 reprises, le combat est serré : Un juge donne Tucker en avance d'un point, un juge donne Douglas en avance d'un point, le troisième juge donne les deux boxeurs exæquo. À la 10e reprise, une droite de Tucker ébranle Douglas. Tucker le touche à plusieurs reprises. Douglas tente de répliquer mais est envoyé dans les cordes par Tucker qui enchaîne les coups. L'arbitre Mills Lane arrête le combat, Tony Tucker devient champion du monde.

### Tony Tucker contre Mike Tyson
Le 1er août 1987, il fait face à Mike Tyson, lors du combat de réunification des titres WBA, WBC et IBF. Les deux boxeurs sont invaincus et leur bourse importante : Mike Tyson touche 2,5 millions de dollars, Tony Tucker 1,9 million. Tucker cache être blessé à la main droite, Tyson est malgré tout donné favori à 11 contre 1. 
Tucker réalise un bon premier round, faisant notamment plier Tyson sur un uppercut du gauche, ce dernier reconnaissant après le combat avoir été secoué. Tyson prend bientôt de l'avance sur les cartes des juges mais Tucker remporte plusieurs reprises, et s'empare des derniers rounds du combat. Tyson aura touché 216 fois Tucker durant ce combat, Tucker a lui touché Tyson 174 fois. Tucker va au bout des 12 rounds et perd par décision unanime des juges. Malgré sa défaite, le bon combat de Tucker, encore peu connu en début d'année, sera remarqué et complimenté. Ce dernier va néanmoins faire une pause dans sa carrière.

### Retour gagnant
Après deux ans d'arrêt, il fait son retour en décembre 1989. Alourdi de 10 kilos, il aligne cependant une nouvelle série de victoires. Le 3 juin 1991, il remporte le titre nord-américain NABF en battant Orlin Norris par décision partagée des juges. Il défendra ce titre en battant notamment le futur champion du monde Oliver McCall le 26 juin 1992. De 1989 à 1992, Tucker a remporté 14 victoires consécutives, dont 10 par KO.

### Tony Tucker contre Lennox Lewis
Tucker est désormais classé N°1 par la WBC. Il rencontre le nouveau champion du monde WBC Lennox Lewis le 8 mai 1993
. Tucker remporte le premier round sur les cartes des juges, mais Lewis prend bientôt l'avantage et, d'un crochet du droit, envoie Tucker à terre pour la première fois de sa carrière. Il se relève, mais retourne au tapis dans le 9e round. Malgré une contre-attaque plus tard dans ce même round, il perd le combat par décision unanime des juges.

### Déclin
À partir de 1995, sa carrière décline : Combattant régulièrement à plus de 110 kilos à comparer aux moins de 100 de son apogée, à près de 40 ans, il échoue encore deux fois dans sa tentative de reconquérir le titre mondial. Il est notamment battu par Bruce Seldon, Henry Akinwande, Orlin Norris, Herbie Hide et John Ruiz. Le combat contre ce dernier, en janvier 1998, sera son dernier combat important. Tucker mettra en difficulté le champion NABF au 6e round, mais sera arrêté au 11e round. Il arrête sa carrière professionnelle en mai 1998 après une dernière victoire contre un inconnu, en raison de problèmes médicaux concernant sa vision. Il détient le record du plus court règne en tant que champion du monde poids lourds : 64 jours.